# Oldhead Wood
Oldhead Wood é uma reserva natural nacional de aproximadamente 0.17 quilómetros quadrados localizado em Clew Bay, perto de Louisburgh, County Mayo, Irlanda. É gerido pelo Irish National Parks &amp; Wildlife Service, parte do Departamento de Artes, Património e Gaeltacht.
Oldhead Wood foi legalmente protegida como reserva natural nacional pelo governo irlandês em 1984. É também uma área especial de conservação ao abrigo da Diretiva Habitats da UE.